# Vulcanidas
Vulcanidas is een monotypisch geslacht van tweekleppigen uit de familie van de Mytilidae.

## Soorten
- Vulcanidas insolatus Cosel & B. A. Marshall, 2010